# Полиенко, Иван Алексеевич
Ива́н Алексе́евич Полие́нко (р. 7 сентября 1950, Деденево, Московская область, РСФСР, СССР) — советский и российский художник, живописец, педагог, профессор.
Академик РАХ (2021; член-корреспондент 2008). Заслуженный художник РФ (2004).

## Биография
Родился в 1950 году в посёлке Деденево Московской области. В 1982 году окончил Московский государственный академический художественный институт имени Сурикова (мастерская М. М. Курилко-Рюмина). С 1985 года — член Союза художников СССР. С 1980 года — постоянный участник московских, зональных, республиканских, всесоюзных и международных выставок. Работы художника находятся в музеях и частных коллекциях в России, Бельгии, Голландии, Германии, США, Италии, Франции, Великобритании. За серию московских пейзажей получил премию города Москвы в области литературы и искусства в 2002 году. В 2006 году в серии «Современные русские живописцы» вышла книга искусствоведа В. С. Манина о его творчестве. Ведёт мастерскую станковой живописи в ГСИИ.

## Награды
- Заслуженный художник России;
- Премия в области литературы и искусства г. Москвы (2002);
- Диплом Российской Академии Художеств;
- Член-корреспондент РАХ.